# 贪玩蓝月
《贪玩蓝月》，原名《蓝月传奇》，是由浙江盛和网络科技有限公司所研发的2.5D大型多人在线角色扮演类网页游戏，由江西贪玩信息技术有限公司于2016年4月23日正式运营。

## 发行与影响

### 网络爆红
2017年，由香港著名演员古天乐、张家辉、陈小春等人所代言的游戏广告在网络上爆红，成为一个网络迷因。广告中几乎每一句话都受到了大量的恶搞，如“张家辉”恶搞为“渣渣辉”、“陈小春”搞为“沉笑蠢/陈咬春”、“古天乐”恶搞为“股添咯”“古田螺”（均为香港普通话谐音）和“古天乐绿了”（本意为游戏内装备颜色，之后有被戴上了绿帽子的意味）等。网民利用广告素材进行了一系列鬼畜视频与表情包的制作。
在游戏爆红之后，在游戏社区TapTap上的《贪玩蓝月》手游被网民提交大量恶意好评，评论区也出现众多搞笑段子，直接导致游戏在TapTap上的评分超过8.3，随后TapTap官方发布公告并删除了高星评价。

### 文化部责罚
2018年1月25日，中华人民共和国文化部加强对网络游戏的监管力度并披露《贪玩蓝月》的广告存在禁止内容，包括女性裸露身体的画面、低俗声音、文字以及动作等。文化部随后要求江西贪玩信息技术有限公司进行整改并罚款。

### 直播涉嫌虚假宣传
2018年1月底，贪玩游戏的哔哩哔哩账号发布视频，宣布将于31日进行直播，届时将有古天乐直播游玩《贪玩蓝月》。视频发布之后即引发网络和媒体的大量讨论。直播当日早晨，数百万网友进入直播间观看直播，同时邀请了虎牙直播的局长解说主持并称是双平台直播，然而直播主角古天乐12点40分左右才抵达直播现场。古天乐直播中也仅仅是在现场拍摄广告照、签名照片，并未有贪玩官方之前所宣布的互动与游玩。且直播过程中，摄像机疑似非正常拍摄。在哔哩哔哩直播间人气达到顶峰的时候，突然被掐断直播流，变成了虎牙直播平台独播。随后直播人员拿出虎牙平台相关物品、主持人称虎牙直播最有排面等挑衅言论和拿出古天乐签名照在私人直播间抽奖等行为引起哔哩哔哩观众不满，大量哔哩哔哩用户举报贪玩游戏直播间。当天，哔哩哔哩在知乎上的官方账号宣布永久封停贪玩游戏的账号、投稿和直播间。